# Francisco Velasco
Francisco Xavier Franco Bélico de Velasco (Goa, Goa Norte, Tiswadi, Ribandar, 16 de Novembro de 1934 - Lisboa, 8 de Junho de 2020) foi um topógrafo, hidrógrafo e antigo jogador de hóquei em patins português.

## Família
Filho de Cláudio César Franco Bélico de Velasco (Goa, Goa Norte, Tiswadi, Pangim, 30 de Junho de 1896 - Lourenço Marques, Conceição, 19 de Junho de 1965), Funcionário da Direção dos Caminhos-de-Ferro de Lourenço Marques, e de sua mulher (Goa, Goa Norte, Tiswadi, Pangim, 3 de Março de 1923) Maria Luísa Francisca Lopes Pereira (Goa, Goa Norte, Tiswadi, Pangim, 13 de Fevereiro de 1905 - Maputo, 26 de Junho de 1992).

## Biografia
Operador hidrográfico em Moçambique, topógrafo em Timor, land surveyor na África do Sul e topógrafo-hidrógrafo na República de Moçambique.
Foi um dos mais conhecidos jogadores de hóquei em patins do seu tempo, integrando a célebre equipa portuguesa quase toda constituída por jogadores originários de Moçambique, com a qual foi Campeão Latino em 1956 e 1957, Campeão da Europa em 1959 e Campeão do Mundo em 1958 e 1960.

## Casamentos e descendência
Casou primeira vez em Lourenço Marques a 28 de Março de 1959 com Deanna Irene Joerning Nogueira (Umtali, Rodésia do Sul, 15 de Maio de 1942), filha de Rui Temudo de Andrade Nogueira (Vila Nova de Gaia - ?) e de sua mulher Cynthia Joerning (Windhoek, Namíbia - ?), divorciados em Joanesburgo a 14 de Dezembro de 1966, da qual teve dois filhos: Rui Paulo Franco Bélico de Velasco (Lourenço Marques, 24 de Março de 1961), casado em Joanesburgo a 8 de Fevereiro de 2001 com Karen van Zyl (África do Sul), e Alexandre Jorge Franco Bélico de Velasco (Lourenço Marques, 30 de Novembro de 1964).
Casou segunda vez em Randburg, Transvaal, África do Sul, a 7 de Março de 1969 com Vivienne Wolk (Joanesburgo, 5 de Dezembro de 1942), filha de David Wolk (Lituânia, Império Russo, 1 de Julho de 1910 - ?) e de sua mulher Ethel Joffe Fliess (Transvaal, União Sul-Africana, 8 de Fevereiro de 1919 - ?), da qual teve um filho: Cláudio César Franco Bélico de Velasco (Joanesburgo, 6 de Maio de 1972), designer gráfico.